# Copa de Europa de Baloncesto 3×3 Femenino de 2024
La IX Copa de Europa de Baloncesto 3×3 Femenino se celebró en Viena (Austria) entre el 22 y el 25 de agosto de 2024 bajo la organización de FIBA Europa y la Federación Austríaca de Baloncesto.
Los partidos se disputaron en una pista constriuda temporalmente en el Kaiserwiese del parque Prater.
Un total de doce selecciones nacionales afiliadas a FIBA Europa compitieron por el título de campeón europeo, cuyo actual defensor era el equipo de los Países Bajos, vencedor de la Copa de 2023.
El equipo de España conquistó su segundo título europeo al derrotar en la final a la selección de Francia con un marcador de 11-19. En el partido por el tercer puesto el combinado de los Países Bajos venció al de Polonia.

### Grupos
| Grupo A | Grupo B  | Grupo C    | Grupo D      |
| ------- | -------- | ---------- | ------------ |
| Francia | Polonia  | España     | Países Bajos |
| Ucrania | Alemania | Austria    | Letonia      |
| Italia  | Rumania  | Azerbaiyán | Hungría      |

## Fase de grupos
- Todos los partidos en la hora local de Viena (UTC+2).

### Grupo A
| Equipo  | J | G | P | PF | PC | DP  | PTS |
| ------- | - | - | - | -- | -- | --- | --- |
| Francia | 2 | 2 | 0 | 31 | 21 | +10 | 4   |
| Ucrania | 2 | 1 | 1 | 26 | 28 | -2  | 3   |
| Italia  | 2 | 0 | 2 | 21 | 29 | -8  | 2   |

- Resultados

| Fecha | Hora  | Partido | Partido | Partido | Resultado |
| ----- | ----- | ------- | ------- | ------- | --------- |
| 22.08 | 13:15 | Francia | -       | Italia  | 14-10     |
| 22.08 | 16:50 | Italia  | -       | Ucrania | 11-15     |
| 22.08 | 20:55 | Francia | -       | Ucrania | 17-11     |

### Grupo B
| Equipo   | J | G | P | PF | PC | DP  | PTS |
| -------- | - | - | - | -- | -- | --- | --- |
| Polonia  | 2 | 2 | 0 | 38 | 23 | +15 | 4   |
| Alemania | 2 | 1 | 1 | 35 | 28 | +7  | 3   |
| Rumania  | 2 | 0 | 2 | 16 | 38 | -22 | 2   |

- Resultados

| Fecha | Hora  | Partido  | Partido | Partido | Resultado |
| ----- | ----- | -------- | ------- | ------- | --------- |
| 22.08 | 12:50 | Alemania | -       | Rumania | 21-7      |
| 22.08 | 16:15 | Polonia  | -       | Rumania | 17-9      |
| 22.08 | 21:55 | Alemania | -       | Polonia | 14-21     |

### Grupo C
| Equipo     | J | G | P | PF | PC | DP  | PTS |
| ---------- | - | - | - | -- | -- | --- | --- |
| España     | 2 | 2 | 0 | 40 | 26 | +14 | 4   |
| Austria    | 2 | 1 | 1 | 35 | 27 | +8  | 3   |
| Azerbaiyán | 2 | 0 | 2 | 19 | 41 | -22 | 2   |

- Resultados

| Fecha | Hora  | Partido    | Partido | Partido    | Resultado |
| ----- | ----- | ---------- | ------- | ---------- | --------- |
| 22.08 | 13:40 | España     | -       | Azerbaiyán | 20-12     |
| 22.08 | 17:15 | Azerbaiyán | -       | Austria    | 7-21      |
| 22.08 | 21:20 | España     | -       | Austria    | 20-14     |

### Grupo D
| Equipo       | J | G | P | PF | PC | DP  | PTS |
| ------------ | - | - | - | -- | -- | --- | --- |
| Países Bajos | 2 | 2 | 0 | 35 | 25 | +10 | 4   |
| Letonia      | 2 | 1 | 1 | 29 | 33 | -4  | 3   |
| Hungría      | 2 | 0 | 2 | 26 | 32 | -6  | 2   |

- Resultados

| Fecha | Hora  | Partido      | Partido | Partido      | Resultado |
| ----- | ----- | ------------ | ------- | ------------ | --------- |
| 23.08 | 12:25 | Hungría      | -       | Letonia      | 14-16     |
| 23.08 | 15:50 | Países Bajos | -       | Letonia      | 19-13     |
| 23.08 | 20:55 | Hungría      | -       | Países Bajos | 12-16     |

## Fase final
- Todos los partidos en la hora local de Viena (UTC+2).

|  | Cuartos de final | Cuartos de final |              |         | Semifinales  | Semifinales  |              |              | Final        | Final        |  |
|  | 24 de agosto     | 24 de agosto     |              |         | 25 de agosto | 25 de agosto |              |              | 25 de agosto | 25 de agosto |  |
|  |                  |                  |              |         |              |              |              |              |              |              |  |
|  |                  |                  |              |         |              |              |              |              |              |              |  |
|  | Francia          | 21               |              |         |              |              |              |              |              |              |  |
|  | Francia          | 21               |              |         |              |              |              |              |              |              |  |
|  | Austria          | 14               |              |         |              |              |              |              |              |              |  |
|  | Austria          | 14               |              | Francia | 18           |              |              |              |              |              |  |
|  |                  |                  |              | Francia | 18           |              |              |              |              |              |  |
|  |                  |                  | Países Bajos | 17      |              |              |              |              |              |              |  |
|  | Países Bajos     | 20               | Países Bajos | 17      |              |              |              |              |              |              |  |
|  | Países Bajos     | 20               |              |         |              |              |              |              |              |              |  |
|  | Alemania         | 15               |              |         |              |              |              |              |              |              |  |
|  | Alemania         | 15               |              |         |              |              |              | Francia      | 11           |              |  |
|  |                  |                  |              |         |              |              |              | Francia      | 11           |              |  |
|  |                  |                  | España       | 19      |              |              |              |              |              |              |  |
|  | Polonia          | 19               | España       | 19      |              |              |              |              |              |              |  |
|  | Polonia          | 19               |              |         |              |              |              |              |              |              |  |
|  | Letonia          | 17               |              |         |              |              |              |              |              |              |  |
|  | Letonia          | 17               |              | Polonia | 11           |              |              | Tercer lugar | Tercer lugar |              |  |
|  |                  |                  |              | Polonia | 11           |              |              | Tercer lugar | Tercer lugar |              |  |
|  |                  |                  | España       | 21      |              |              |              |              |              |              |  |
|  | España           | 18               | España       | 21      |              |              | Países Bajos | 21           |              |              |  |
|  | España           | 18               |              |         |              |              | Países Bajos | 21           |              |              |  |
|  | Ucrania          | 15               |              |         |              |              |              |              | Polonia      | 14           |  |
|  | Ucrania          | 15               |              |         |              |              |              |              | Polonia      | 14           |  |
|  |                  |                  |              |         |              |              |              |              |              |              |  |

### Cuartos de final
| Fecha | Hora  | Partido      | Partido | Partido  | Resultado |
| ----- | ----- | ------------ | ------- | -------- | --------- |
| 24.08 | 13:45 | Polonia      | -       | Letonia  | 19-17     |
| 24.08 | 14:10 | España       | -       | Ucrania  | 18-15     |
| 24.08 | 19:50 | Países Bajos | -       | Alemania | 20-15     |
| 24.08 | 20:10 | Francia      | -       | Austria  | 21-14     |

### Semifinales
| Fecha | Hora  | Partido | Partido | Partido      | Resultado |
| ----- | ----- | ------- | ------- | ------------ | --------- |
| 25.08 | 12:00 | Francia | -       | Países Bajos | 18-17     |
| 25.08 | 12:25 | Polonia | -       | España       | 12-21     |

### Tercer lugar
| Fecha | Hora  | Partido      | Partido | Partido | Resultado |
| ----- | ----- | ------------ | ------- | ------- | --------- |
| 25.08 | 17:50 | Países Bajos | -       | Polonia | 21-14     |

### Final
| Fecha | Hora  | Partido | Partido | Partido | Resultado |
| ----- | ----- | ------- | ------- | ------- | --------- |
| 25.08 | 19:05 | Francia | -       | España  | 11-19     |

## Clasificación general
| 1. España       |
| 2. Francia      |
| 3. Países Bajos |
| 4. Polonia      |
| 5. Alemania     |
| 6. Austria      |
| 7. Letonia      |
| 8. Ucrania      |
| 9. Hungría      |
| 10. Italia      |
| 11. Azerbaiyán  |
| 12. Rumania     |